# Cerastoderma glaucum
Espèce
La coque glauque, Cerastoderma glaucum, est une espèce de mollusques bivalves marins de la famille des Cardiidae.
Cerastoderma glaucum

Valve droite et gauche du même spécimen:

Valve droite
Valve gauche

Cerastoderma glaucum lamarcki

Valve droite et gauche du même spécimen:

Valve droite
Valve gauche

## Historique et dénomination
L'espèce Cerastoderma glaucum a été décrite par le naturaliste français Jean-Guillaume Bruguière en 1789.
Nom vernaculaire :
- coque glauque